# Rajd Genewy 1962
Rajd Genewy 1962 (30. Rallye International de Genève) – 30. edycja rajdu samochodowego Rajdu Genewskiego rozgrywanego w Szwajcarii. Rozgrywany był od 19 do 21 października 1962 roku. Była to dziesiąta runda Rajdowych Mistrzostw Europy w roku 1962.

## Klasyfikacja rajdu
| Miejsce                     | Kierowca                    | Pilot                       | Samochód                    | Czas                        | Strata                      |                             |
| Klasyfikacja generalna, ERC | Klasyfikacja generalna, ERC | Klasyfikacja generalna, ERC | Klasyfikacja generalna, ERC | Klasyfikacja generalna, ERC | Klasyfikacja generalna, ERC | Klasyfikacja generalna, ERC |
| --------------------------- | --------------------------- | --------------------------- | --------------------------- | --------------------------- | --------------------------- | --------------------------- |
| 1.                          | Hans-Joachim Walter         | Werner Lier                 | Porsche 356 Carrera         | 2:32                        | 0.0                         |                             |
| 2.                          | Erik Carlsson               | Gunnar Häggbom              | Saab 96                     | 4:40                        | +2:08                       |                             |
| 3.                          | Pat Moss-Carlsson           | Pauline Mayman              | Morris Mini Cooper          | 4:49                        | +2:17                       |                             |
| 4.                          | Jean-Pierre Hanrioud        | Claude Arbez                | Renault Dauphine 1093       | 6:16                        | +3:44                       |                             |
| 5.                          | Pierre Gele                 | Claude Laurent              | DKW Junior                  | 8:15                        | +5:43                       |                             |
| 6.                          | Alfred Kling                | Rolf Kreder                 | DKW Junior                  | 9:37                        | +7:05                       |                             |
| 7.                          | Hans Kreft                  | Werner Fleck                | Jaguar Mk2 3.8              | 10:41                       | +8:09                       |                             |
| 8.                          | Robert Meyer                | Erich Bechtel               | DKW Junior                  | 10:53                       | +8:21                       |                             |
| 9.                          | Paul Macchi                 | Aldo Macchi                 | Saab 96 Sport               | 11:10                       | +8:38                       |                             |
| 10.                         | Jean Meunier                | Pierre Grosrey              | Jaguar Mk2 3.8              | 11:34                       | +9:02                       |                             |